# Andreas Wistuba
Prof. Dr. Andreas Wistuba ( 4 de marzo de 1967 (57 años) es un taxónomo, botánico germano, especialista en los géneros de planta carnívora Heliamphora y Nepenthes. Más de la mitad de las especies conocidas de Heliamphora han sido descriptas por Wistuba.

## Algunas publicaciones
- Nerz, J. & A. Wistuba 1994. Five new taxa of Nepenthes (Nepenthaceae) from North and West Sumatra. Carnivorous Plant Newsletter 23(4): 101–114

- Wistuba, A. & H. Rischer 1996. Nepenthes lavicola, a new species of Nepenthaceae from the Aceh Province in the North of Sumatra. Carnivorous Plant Newsletter 25(4): 106–111

- Nerz, J. & A. Wistuba 2000. Heliamphora hispida (Sarraceniaceae), a new species from Cerro Neblina, Brazil-Venezuela. Carnivorous Plant Newsletter 29(2): 37–41

- Wistuba, A., P. Harbarth & T. Carow 2001. Heliamphora folliculata, a new species of Heliamphora (Sarraceniaceae) from the ‘Los Testigos’ Table Mountains in the South of Venezuela. Carnivorous Plant Newsletter 30(4): 120–125

- Wistuba, A., T. Carow & P. Harbarth 2002. Heliamphora chimantensis, a New Species of Heliamphora (Sarraceniaceae) from the ‘Macizo de Chimanta’ in the South of Venezuela. Carnivorous Plant Newsletter 31(3): 78–82

- Carow, T., A. Wistuba & P. Harbarth 2005. Heliamphora sarracenioides, a New Species of Heliamphora (Sarraceniaceae) from Venezuela. Carnivorous Plant Newsletter 34(1): 4–6

- Wistuba, A., T. Carow, P. Harbarth & J. Nerz 2005. Heliamphora pulchella, eine neue mit Heliamphora minor (Sarraceniaceae) verwandte Art aus der Chimanta Region in Venezuela. Das Taublatt 53(3): 42–50

- Nerz, J. & A. Wistuba 2006. Heliamphora exappendiculata, a clearly distinct species with unique characteristics. Carnivorous Plant Newsletter 35(2): 43–51

- Nerz, J., A. Wistuba & G. Hoogenstrijd 2006. Heliamphora glabra (Sarraceniaceae), eine eindrucksvolle Heliamphora Art aus dem westlichen Teil des Guayana Schildes. Das Taublatt 54: 58–70

- Wistuba, A., J. Nerz & A. Fleischmann 2007. Nepenthes flava, a new species of Nepenthaceae from the northern part of Sumatra. Blumea 52: 159–163

- Nerz, J. & A. Wistuba 2007. Nepenthes mantalingajanensis (Nepenthaceae), eine bemerkenswerte neue Spezies aus Palawan (Philippinen). Das Taublatt 55(3): 17–25

- Fleischmann, A., A. Wistuba & J. Nerz. 2009. Three new species of Heliamphora (Sarraceniaceae) from the Guayana Highlands of Venezuela. Willdenowia 39(2): 273–283 doi 10.3372/wi.39.39206

- Gronemeyer, T., A. Wistuba, V. Heinrich, S. McPherson, F. Mey & A. Amoroso. 2010. Nepenthes hamiguitanensis (Nepenthaceae), a new pitcher plant species from Mindanao Island, Philippines. In: S.R. McPherson Carnivorous Plants and their Habitats. Redfern Natural History Productions Ltd., Poole. pp. 1296–1305

- Hett., Wistuba, V.B.Amoroso, Medecilo & Claudel. Araceae - Amorphophallus natolii. Bot. Stud. (Taipei) 53(3): 415. 2012

- Micheler, Gronem, Wistuba, Marwinski, W.Suarez & V.B. Amoroso. Nepenthes viridis. Taublatt 76 (2): 4. 2013
- La abreviatura «Wistuba» se emplea para indicar a Andreas Wistuba como autoridad en la descripción y clasificación científica de los vegetales.[1]